# Liste du patrimoine culturel immatériel de l'humanité en Arménie
Cet article recense les pratiques inscrites au patrimoine culturel immatériel en Arménie.

## Statistiques
L'Arménie a ratifié la convention pour la sauvegarde du patrimoine culturel immatériel le 18 mai 2006. La première pratique protégée est inscrite en 2008.
En 2023, l'Arménie compte 8 éléments inscrits au patrimoine culturel immatériel, tous sur la liste représentative.

## Listes

### Liste représentative
Les éléments suivants sont inscrits sur la liste représentative du patrimoine culturel immatériel de l'humanité :
| Élément | Type                                                         | Subdivision | Année | Lien  | Notes               | Illus. |
| --- | ------------------------------------------------------------ | ----------- | ----- | ----- | ------------------- | ------ |
| Le Duduk et sa musique                                                                                            | arts du spectacle                                            |             | 2008  | 00092 |                     |        |
| L'art des croix de pierre arméniennes. Symbolisme et savoir-faire des Khachkars                                   | savoir-faire liés à l'artisanat traditionnel                 |             | 2010  | 00434 |                     |        |
| L'interprétation de l’épopée arménienne « Les enragés de Sassoun » ou « David de Sassoun »                        | traditions et expressions orales arts du spectacle           |             | 2012  | 00743 |                     |        |
| Le lavash : préparation, signification et aspect du pain traditionnel en tant qu'expression culturelle en Arménie | pratiques sociales, rituels et événements festifs            |             | 2014  | 00985 |                     |        |
| Le kochari (en), danse collective traditionnelle                                                                  | arts du spectacle                                            |             | 2017  | 01295 |                     |        |
| L'écriture arménienne et ses expressions culturelles                                                              | connaissances et pratiques concernant la nature et l'univers |             | 2019  | 01513 |                     |        |
| Le pèlerinage au monastère de l'apôtre Saint Thaddée                                                              | pratiques sociales, rituels et événements festifs            |             | 2020  | 01571 | Partagé avec l'Iran |        |
| La tradition de la ferronnerie à Gyumri                                                                           | connaissances et pratiques concernant la nature et l'univers | Gyumri      | 2019  | 01513 |                     |        |

### Patrimoine immatériel nécessitant une sauvegarde urgente
L'Arménie ne compte aucun élément listé sur la liste du patrimoine immatériel nécessitant une sauvegarde urgente.

### Registre des meilleures pratiques de sauvegarde
L'Arménie ne compte aucune pratique listée au registre des meilleures pratiques de sauvegarde.